# Odontaster setosus
Odontaster setosus is een zeester uit de familie Odontasteridae.
De wetenschappelijke naam van de soort werd in 1899 gepubliceerd door Addison Emery Verrill.